# Novo Jardim
Novo Jardim é um município brasileiro do estado do Tocantins. Localiza-se a uma latitude 11º49'26" sul e a uma longitude 46º37'42" oeste, estando a uma altitude de 640 metros. Sua população estimada em 2009 era de 2 620 habitantes.
Possui uma área de 1314,95 km².

## Turismo
Lagoa Bonita - A 22 km do centro da cidade, na saída para Palmas, estrada que vai para a Agro Trafo. Existem duas lagoas: a rasa e a funda, ambas com água quente. Na lagoa rasa existe um sumidouro onde não se consegue afundar. A 200 metros dali passa o rio Palmeiras. 
São Sebastião - A 20 km do centro da cidade na saída para Palmas, no povoado da Amaralina. Um bom programa é visitar o rio Palmeiras e as grutas que existem.
Festas populares: Festa de Santo Antônio (13/06) e aniversário da cidade (10 de fevereiro).
Padroeiro: Santo Antônio (13 de junho).
Economia: agropecuária